# AT&T交换中心
AT&T麦迪逊联合办公室坐落于加利福尼亚州洛杉矶市，是一座79米（259英尺） 拥有十七层楼的摩天大楼，建成于1961年。算上从1993年开始使用的微波塔的话，总高度达到了137米（449英尺），是洛杉矶市第29高的建筑物。这座建筑服务区号213（英文：Area code 213）和其他洛杉矶区号的130万条外国长途电话线路。

## 另请参阅
- . The Central Office. 14 March 2009  [3 September 2010]. （原始内容存档于2010-09-03）.
- . Southland Architecture. 2010  [3 September 2010]. （原始内容存档于2017-04-24）.